# Shah Miri-Dynastie

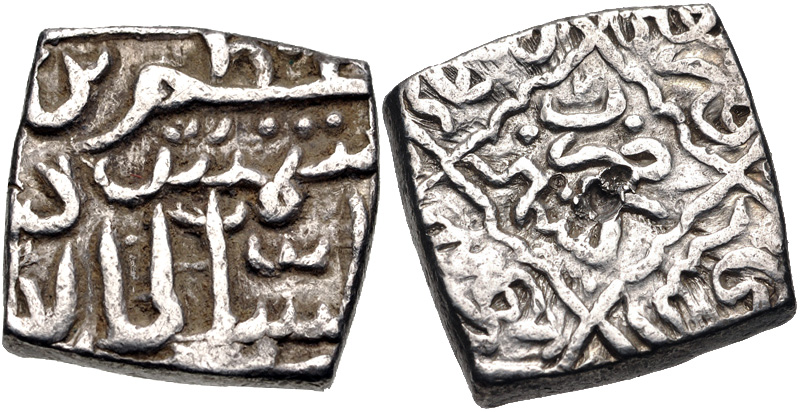
Münze des Sultanats von Kaschmir (1438)

Die wahrscheinlich aus dem gebirgigen Swat-Tal stammenden Sultane der Shah Miri-Dynastie regierten von 1339 bis 1561 von Srinagar aus über das nordindische Kaschmirtal. Der bedeutendste unter ihnen war Sikandar Butshikan (reg. 1389–1412/13).

## Geschichte
Im Jahr 1313 kam der aus dem Swat-Tal stammende Shah Miri mitsamt seiner Familie nach Kaschmir, wo er von 1339 bis 1342 die Macht innehatte. Unter seinen Nachkommen ist vor allem Sultan Sikander Butshikan zu erwähnen, auf dessen Betreiben eine Vielzahl von Hindutempeln zerstört wurden (u. a. der Sonnentempel von Martand). Im Jahr 1561 übernahmen die bereits in Kaschmir ansässigen Sultane der Chak-Dynastie für knapp 30 Jahre die Oberhoheit.

## Liste der Sultane
| No. | Titular-Name                           | Geburtsname              | Regierungszeit                    |
| --- | -------------------------------------- | ------------------------ | --------------------------------- |
| 1   | Shamsu'd-Dīn Shāh شَمس اُلدِین شَاہ        | Shāh Mīr شَاہ مِیر         | 1339 – 1342                       |
| 2   | Jamshīd Shāh جَمشید شَاہ                 | Jamshīd جَمشید            | 1342 – 1342                       |
| 3   | Alāu'd-Dīn Shāh عَلاؤ اُلدِین شَاہ         | Alī Shēr عَلی شیر         | 1343 – 1354                       |
| 4   | Shihābu'd-Dīn Shāh شِہاب اُلدِین شَاہ      | Shīrashāmak شِیراشَامَک     | 1354 – 1373                       |
| 5   | Qutbu'd-Dīn Shāh قُتب اُلدِین شَاہ         | Hindāl حِندَال             | 1373 – 1389                       |
| 6   | Sikandar Shāh سِکَندَر شَاہ                | Shingara شِنگَرَہ           | 1389 – 1412                       |
| 7   | Alī Shāh عَلی شَاہ                       | Mīr Khān مِیر خَان         | 1412 – 1418                       |
| 8   | Zainu'l-'Ābidīn زین اُلعَابِدِین           | Shāhī Khān شَاہی خَان      | 1418 – 1419                       |
| 9   | Alī Shāh عَلی شَاہ                       | Mīr Khān مِیر خَان         | 1419 – 1420                       |
| 10  | Zainu'l-'Ābidīn زین اُلعَابِدِین           | Shāhī Khān شَاہی خَان      | 1420 – 12. Mai 1470               |
| 11  | Haider Shāh حیدِر شَاہ                   | Hāji Khān حَاجِی خَان       | 12. Mai 1470 – 13. April 1472     |
| 12  | Hasan Shāh حَسَن شَاہ                     | Hasan Khān حَسَن خَان       | 13. April 1472 – 19. April 1484   |
| 13  | Muhammad Shāh مُحَمَد شَاہ                 | Muhammad Khān مُحَمَد خَان   | 19. April 1484 – 14. Oktober 1486 |
| 14  | Fatēh Shāh فَتح شَاہ                     | Fatēh Khān فَتح خَان       | 14. Oktober 1486 – Juli 1493      |
| 15  | Muhammad Shāh مُحَمَد شَاہ                 | Muhammad Khān مُحَمَد خَان   | Juli 1493 – 1505                  |
| 16  | Fatēh Shāh فَتح شَاہ                     | Fatēh Khān فَتح خَان       | 1505 – 1514                       |
| 17  | Muhammad Shāh مُحَمَد شَاہ                 | Muhammad Khān مُحَمَد خَان   | 1514 – September 1515             |
| 18  | Fatēh Shāh فَتح شَاہ                     | Fatēh Khān فَتح خَان       | September 1515 – August 1517      |
| 19  | Muhammad Shāh مُحَمَد شَاہ                 | Muhammad Khān مُحَمَد خَان   | August 1517 – Januar 1528         |
| 20  | Ibrahīm Shāh اِبرَاہِیم شَاہ               | Ibrahīm Khān اِبرَاہِیم خَان | Januar 1528 – April 1528          |
| 21  | Nāzuk Shāh نَازُک شَاہ                    | Nādir Shāh نَادِر شَاہ      | April 1528 – Juni 1530            |
| 22  | Muhammad Shāh مُحَمَد شَاہ                 | Muhammad Khān مُحَمَد خَان   | Juni 1530 – Juli 1537             |
| 23  | Shamsu'd-Dīn Shāh II شَمس اُلدِین شَاہ دوم | Shamsu'd-Dīn شَمس اُلدِین   | Juli 1537 – 1540                  |
| 24  | Ismaīl Shāh اِسمَاعِیل شَاہ                | Ismaīl Khān اِسمَاعِیل خَان  | 1540 – Dezember 1540              |
| 25  | Nāzuk Shāh نَازُک شَاہ                    | Nādir Shāh نَادِر شَاہ      | Dezember 1540 – Dezember 1552     |
| 26  | Ibrahīm Shāh اِبرَاہِیم شَاہ               | Ibrahīm Khān اِبرَاہِیم خَان | Dezember 1552 – 1555              |
| 27  | Ismaīl Shāh اِسمَاعِیل شَاہ                | Ismaīl Khān اِسمَاعِیل خَان  | 1555 – 1557                       |
| 28  | Habīb Shāh حَبِیب شَاہ                    | Habīb Khān حَبِیب خَان      | 1557 – 1561                       |

Anmerkung: In den Jahren von 1484 von 1537 wechselten sich Muhammad Shah und Fateh Shah wiederholt als Machthaber ab; auch deren Nachfolger regierten jeweils nur kurz. Man kann daraus durchaus auf eine innere und äußere Schwäche des Sultanats schließen.